# Artin群
數學上，阿廷群（或Artin group、稱廣義辮群），是指有如下展示的群：
{\displaystyle {\Big \langle }x_{1},x_{2},\ldots ,x_{n}{\Big |}\langle x_{i},x_{j}\rangle ^{m_{i,j}}=\langle x_{j},x_{i}\rangle ^{m_{j,i}},i,j\in \{1,2,\ldots ,n\},i\neq j{\Big \rangle }}
其中
{\displaystyle m_{i,j}=m_{j,i}\in \{2,3,\ldots ,\infty \}}.
對{\displaystyle m<\infty }，{\displaystyle \langle x_{i},x_{j}\rangle ^{m}}表示長度為{\displaystyle m}的{\displaystyle x_{i}}和{\displaystyle x_{j}}的交錯積，以{\displaystyle x_{i}}開首。例如：
{\displaystyle \langle x_{i},x_{j}\rangle ^{3}=x_{i}x_{j}x_{i}}，
{\displaystyle \langle x_{i},x_{j}\rangle ^{4}=x_{i}x_{j}x_{i}x_{j}}。
若{\displaystyle m=\infty }，按慣例這表示{\displaystyle x_{i}}和{\displaystyle x_{j}}間沒有關係。
在整數{\displaystyle m_{i,j}}中加入{\displaystyle m_{i,i}=1}，可以組成一個對稱矩陣，稱為這個群的考克斯特矩陣（Coxeter matrix）。在Artin群中加入所有形為{\displaystyle {x_{i}}^{2}=1}的關係，得到的商群是考克斯特群。這個考克斯特群和原本的Artin群有相同的生成元和考克斯特矩陣。從Artin群到對應的考克斯特群的群同態的核，稱為純阿廷群（pure Artin group）。

## Artin群的類
辮群是Artin群的一種，其考克斯特矩陣為{\displaystyle m_{i,i+1}=3}，及當{\displaystyle |i-j|>1}時{\displaystyle m_{i,j}=2}。
用Artin群的考克斯特矩陣，可以定義出數類重要的Artin群：

### 有限型Artin群
若M是有限型考克斯特矩陣，使對應的考克斯特群W = A(M)是有限群，那麼Artin群A = A(M)稱為有限型Artin群（Artin group of finite type）。其「不可約型」標記為An , Bn = Cn , Dn , I2(n) , F4 , E6 , E7 , E8 , H3 , H4 。一個有限型純Artin群，可以表現為Cn中一個有限超平面配置的補集的基本群。皮埃爾·德利涅和Brieskorn-Saito用了這個幾何描述，算出A的中心、上同調，及解出字問題和共軛問題。

### 直角Artin群
若矩陣M中除對角線外的元素都是2或∞，則對應的Artin群稱為直角Artin群（right-angled Artin group）。這類Artin群常用以下的方式標記：任何一個有n個頂點的圖 Γ，頂點標記為1, 2, …, n，都可定義一個矩陣M，其中若i和j在Γ中相連，則mij = 2，否則mij = ∞。與矩陣M對應的直角Artin群A(Γ)有n個生成元x1, x2, …, xn及關係
{\displaystyle x_{i}x_{j}=x_{j}x_{i}\quad }若i和j在{\displaystyle \Gamma }中相連。
直角Artin群包括了有限秩的自由群，對應無邊線的圖，及有限生成的自由阿貝爾群，對應完全圖。事實上每個秩為r的直角Artin群都是一個秩為r-1的直角Artin群的HNN擴張，兩個極端例子是自由積和直積。這個構造法有一個推廣稱為群的圖積（graph product of groups）。直角Artin群是群的圖積的特例，其中每個頂點群都是秩1自由群（即無限循環群）。
Mladen Bestvina和Noel Brady建構了一個非正曲立方複形（nonpositively curved cubical complex）K，其基本群是一個給定的直角Artin群A(Γ)。他們在Artin群的幾何描述上用莫爾斯理論來論證，給出具有性質(FP2)的非有限展示群的第一批例子。

## 其他Artin群
若一個Artin群或一個考克斯特群的對應矩陣中，對所有i ≠ j都有mi, j ≥ 3，稱這個群是大型（large type）的；若對所有i ≠ j都有mi, j ≥ 4，則稱這個群是超大型（extra-large type）的。
凱尼斯·阿佩爾和P.E. Schupp探討Artin群的性質，證明了四條定理。這些定理之前已知對考克斯特群成立，而他們證明對Artin群也成立。他們發現可以使用小消去理論的技巧研究超大型Artin群和考克斯特群，並可以把技巧改進來用在那些大型的群中。
他們證明的定理為：
1. 設G為超大型Artin或考克斯特群。若J ⊆ I，則GJ有一個展示由考克斯特矩陣MJ定義，且GJ在G中的廣義字問題可解。若J, K ⊆ I則GJ ∩ GK = G (J ∩ K).
2. 超大型Artin群是無扭（即無有限目的元素）的。
3. 設G為超大型Artin群，則集合{ai2 : i ∈ I}自由生成G的一個自由子群。
4. 超大型Artin或考克斯特群的共軛問題可解。